# Essam Abd El Fatah
Essam Abd El Fatah (arabisk: arabisk: عصام عبد الفتاح født 30. december 1965 i Cairo) er en egyptisk fodbolddommer. Han har blandt andet dømt i VM-kvalificeringen og i OL og var en af de 23 dommere som dømte i VM 2006.

## Karriere

### VM 2006
- Australien – Japan  (gruppespil)

| Biografi | Spire Denne biografi om en fodbolddommer er en spire som bør udbygges. Du er velkommen til at hjælpe Wikipedia ved at udvide den. |